# Oekraïne op de Olympische Winterspelen 2022
Oekraïne was een van de deelnemende landen aan de Olympische Winterspelen 2022 in Peking, China.

## Medailleoverzicht
(m) = mannen, (v) = vrouwen 
| Sport          | Olympiër(s)         | Onderdeel   | Medaille |
| -------------- | ------------------- | ----------- | -------- |
| Freestyleskiën | Oleksandr Abramenko | Aerials (m) | Zilver   |

## Deelnemers en resultaten

### Alpineskiën
Maximaal vier deelnemers per onderdeel
Mannen
| Naam            | Onderdeel  | 1e run  | 1e run | 2e run         | 2e run         | Totaal         | Totaal         |                |
| Naam            | Onderdeel  | Tijd    | Rang   | Tijd           | Rang           | Tijd           | Rang           |                |
| --------------- | ---------- | ------- | ------ | -------------- | -------------- | -------------- | -------------- | -------------- |
| Ivan Kovbasnyuk | Afdaling   | n.v.t.  | n.v.t. | n.v.t.         | n.v.t.         | 1:48,09        | 33             |                |
| Ivan Kovbasnyuk | Combinatie | 1:49,13 | 21     | 55,30          | 14             | 2:44,43        | 14             |                |
| Ivan Kovbasnyuk | Slalom     | DNF     | DNF    | niet geplaatst | niet geplaatst | niet geplaatst | niet geplaatst | niet geplaatst |
| Ivan Kovbasnyuk | Super G    | n.v.t.  | n.v.t. | n.v.t.         | n.v.t.         | 1:25,56        | 32             |                |

Vrouwen
| Naam                  | Onderdeel    | 1e run  | 1e run | 2e run         | 2e run         | Totaal         | Totaal         |                |
| Naam                  | Onderdeel    | Tijd    | Rang   | Tijd           | Rang           | Tijd           | Rang           |                |
| --------------------- | ------------ | ------- | ------ | -------------- | -------------- | -------------- | -------------- | -------------- |
| Anastasiya Shepilenko | Reuzenslalom | 1:05,95 | 45     | 1:06,38        | 40             | 2:12,33        | 39             |                |
| Anastasiya Shepilenko | Slalom       | DNF     | DNF    | niet geplaatst | niet geplaatst | niet geplaatst | niet geplaatst | niet geplaatst |
| Anastasiya Shepilenko | Super G      | n.v.t.  | n.v.t. | n.v.t.         | n.v.t.         | 1:19,60        | 37             |                |

### Biatlon
Mannen
| Naam                                                         | Onderdeel     | Tijd                                      | Missers                                                       | Rang |
| ------------------------------------------------------------ | ------------- | ----------------------------------------- | ------------------------------------------------------------- | ---- |
| Anton Dudchenko                                              | Individueel   | 54:54,9                                   | 4 (1+0+1+2)                                                   | 50   |
| Anton Dudchenko                                              | Sprint        | 26:51,6                                   | 2 (2+0)                                                       | 60   |
| Anton Dudchenko                                              | Achtervolging | 43:36,5                                   | 3 (2+0+1+0)                                                   | 23   |
| Dmytro Pidruchnyi                                            | Individueel   | 51:49,3                                   | 3 (0+1+1+1)                                                   | 18   |
| Dmytro Pidruchnyi                                            | Sprint        | 25:19,0                                   | 1 (0+1)                                                       | 13   |
| Dmytro Pidruchnyi                                            | Achtervolging | 42:45,9                                   | 5 (1+2+2+0)                                                   | 13   |
| Dmytro Pidruchnyi                                            | Massastart    | 42:16,2                                   | 7 (0+3+2+2)                                                   | 24   |
| Artem Pryma                                                  | Individueel   | 53:36,2                                   | 4 (1+2+0+1)                                                   | 37   |
| Artem Pryma                                                  | Sprint        | 25:19,8                                   | 1 (0+1)                                                       | 15   |
| Artem Pryma                                                  | Achtervolging | 42:59,8                                   | 6 (2+2+2+0)                                                   | 18   |
| Artem Pryma                                                  | Massastart    | 43:12,6                                   | 7 (2+1+3+1)                                                   | 28   |
| Bogdan Tsymbal                                               | Individueel   | 55:19,0                                   | 4 (3+0+1+0)                                                   | 55   |
| Bogdan Tsymbal                                               | Sprint        | 26:59,0                                   | 3 (3+0)                                                       | 66   |
| Bogdan Tsymbal Artem Pryma Anton Dudchenko Dmytro Pidruchnyi | Estafette     | 1:23:31,5 20:22,9 21:05,4 20:49,9 21:13,3 | 16 (0+2+4+10) 2 (0+1+0+1) 5 (0+1+1+3) 4 (0+0+1+3) 5 (0+0+2+3) | 9    |

Vrouwen
| Naam                                                              | Onderdeel     | Tijd                                      | Missers                                         | Rang |
| ----------------------------------------------------------------- | ------------- | ----------------------------------------- | ----------------------------------------------- | ---- |
| Joelia Dzjyma                                                     | Individueel   | 45:34,4                                   | 2 (0+1+0+1)                                     | 10   |
| Joelia Dzjyma                                                     | Sprint        | 21:51,8                                   | 1 (0+1)                                         | 8    |
| Joelia Dzjyma                                                     | Achtervolging | 37:36,2                                   | 4 (1+0+1+2)                                     | 13   |
| Joelia Dzjyma                                                     | Massastart    | 41:43,7                                   | 3 (1+0+2+0)                                     | 7    |
| Anastasiya Merkushyna                                             | Sprint        | 22:31,6                                   | 1 (1+0)                                         | 24   |
| Anastasiya Merkushyna                                             | Achtervolging | 38:37,2                                   | 2 (1+0+0+1)                                     | 25   |
| Iryna Petrenko                                                    | Individueel   | 45:42,2                                   | 0 (0+0+0+0)                                     | 11   |
| Iryna Petrenko                                                    | Sprint        | 23:11,7                                   | 2 (2+0)                                         | 40   |
| Iryna Petrenko                                                    | Achtervolging | 43:03,7                                   | 4 (1+1+2+0)                                     | 55   |
| Iryna Petrenko Joelia Dzjyma Anastasiya Merkushyna Olena Bilosiuk | Estafette     | 1:14:04,1 17:46,1 19:06,1 18:09,5 19:02,4 | 7 (1+3+0+3) 0 (0+0+0+0) 7 (1+3+0+3) 0 (0+0+0+0) | 7    |

Gemengd
| Naam                                                            | Onderdeel | Tijd                                      | Missers                                                      | Rang |
| --------------------------------------------------------------- | --------- | ----------------------------------------- | ------------------------------------------------------------ | ---- |
| Valentina Semerenko Joelia Dzjyma Artem Pryma Dmytro Pidruchnyi | Estafette | 1:10:21,7 20:46,4 17:50,2 15:45,1 16:00,0 | 19 (3+9+1+6) 9 (2+3+1+3) 2 (0+0+0+2) 4 (0+3+0+1) 4 (1+3+0+0) | 13   |

### Bobsleeën
| Naam         | Onderdeel   | Run 1   | Run 1 | Run 2   | Run 2 | Run 3   | Run 3 | Run 4   | Run 4 | Totaal  | Totaal |
| Naam         | Onderdeel   | Tijd    | Rang  | Tijd    | Rang  | Tijd    | Rang  | Tijd    | Rang  | Tijd    | Rang   |
| ------------ | ----------- | ------- | ----- | ------- | ----- | ------- | ----- | ------- | ----- | ------- | ------ |
| Lidiia Hunko | Monobob (v) | 1:06,34 | 18    | 1:07,84 | 20    | 1:07,47 | 20    | 1:07,45 | 19    | 4:29,10 | 20     |

### Freestyleskiën
Aerials
| Naam                | Onderdeel | Kwalificatie | Kwalificatie | Kwalificatie | Kwalificatie | Finale         | Finale         | Finale         | Finale         | Finale         | Finale         |
| Naam                | Onderdeel | Sprong 1     | Sprong 1     | Sprong 2     | Sprong 2     | Sprong 1       | Sprong 1       | Sprong 2       | Sprong 2       | Sprong 3       | Sprong 3       |
| ------------------- | --------- | ------------ | ------------ | ------------ | ------------ | -------------- | -------------- | -------------- | -------------- | -------------- | -------------- |
| Oleksandr Abramenko | Mannen    | 120,36       | 5            | bye          | bye          | 123,53         | 4              | 113,57         | 9              | 116,50         | Zilver         |
| Dmytro Kotovskyi    | Mannen    | 73,89        | 24           | 114,03       | 9            | niet geplaatst | niet geplaatst | niet geplaatst | niet geplaatst | niet geplaatst | 15             |
| Oleksandr Okipniuk  | Mannen    | 92,76        | 22           | 125,00       | 1            | 91,40          | 12             | 122,01         | 4              | niet geplaatst | 9              |
| Anastasiya Novosad  | Vrouwen   | DNS          | DNS          | DNS          | DNS          | niet geplaatst | niet geplaatst | niet geplaatst | niet geplaatst | niet geplaatst | niet geplaatst |
| Olga Polyuk         | Vrouwen   | 68,76        | 20           | 56,68        | 16           | niet geplaatst | niet geplaatst | niet geplaatst | niet geplaatst | niet geplaatst | 22             |

### Kunstrijden
Individueel
| Naam                | Onderdeel | KK    | KK   | VK             | VK             | Totaal | Totaal |
| Naam                | Onderdeel | Score | Rang | Score          | Rang           | Score  | Rang   |
| ------------------- | --------- | ----- | ---- | -------------- | -------------- | ------ | ------ |
| Ivan Shmuratko      | Mannen    | 78,11 | 22   | 127,65         | 24             | 205,76 | 24     |
| Anastasia Shabotova | Vrouwen   | 48,68 | 30   | niet geplaatst | niet geplaatst | 48,68  | 30     |

Gemengd
| Naam                               | Onderdeel | KK    | KK   | VK    | VK   | Totaal | Totaal |
| Naam                               | Onderdeel | Score | Rang | Score | Rang | Score  | Rang   |
| ---------------------------------- | --------- | ----- | ---- | ----- | ---- | ------ | ------ |
| Oleksandra Nazarova Maksym Nikitin | IJsdansen | 65,53 | 20   | 97,34 | 18   | 162,87 | 20     |

Team
| Naam                                                                                                   | Onderdeel  | Korte kür       | Korte kür       | Korte kür       | Korte kür       | Korte kür | Korte kür | Vrije kür       | Vrije kür       | Vrije kür       | Vrije kür       | Vrije kür      | Vrije kür |
| Naam                                                                                                   | Onderdeel  | Mannen          | Vrouwen         | Paren           | IJsdansen       | Totaal    | Totaal    | Mannen          | Vrouwen         | Paren           | IJsdansen       | Totaal         | Totaal    |
| Naam                                                                                                   | Onderdeel  | Score Teamscore | Score Teamscore | Score Teamscore | Score Teamscore | Score     | Rang      | Score Teamscore | Score Teamscore | Score Teamscore | Score Teamscore | Score          | Rang      |
| --- | ---------- | --------------- | --------------- | --------------- | --------------- | --------- | --------- | --------------- | --------------- | --------------- | --------------- | -------------- | --------- |
| Artem Darenskyi Sofia Holichenko Oleksandra Nazarova Maksym Nikitin Anastasia Shabotova Ivan Shmuratko | Landenteam | 0 (DNS)         | 4 (62,49)       | 2 (53,65)       | 2 (64,08)       | 8         | 10        | niet geplaatst  | niet geplaatst  | niet geplaatst  | niet geplaatst  | niet geplaatst | 10        |

### Langlaufen
Maximaal vier deelnemers per onderdeel
Lange afstanden
Mannen
| Naam               | Onderdeel             | Uitslag | Uitslag |
| Naam               | Onderdeel             | Tijd    | Rang    |
| ------------------ | --------------------- | ------- | ------- |
| Oleksii Krasovskyi | 15 km klassieke stijl | 44:59,8 | 77      |
| Oleksii Krasovskyi | 30 km skiatlon        | LAP     | 58      |
| Roeslan Perechoda  | 15 km klassieke stijl | 45:05,6 | 78      |
| Roeslan Perechoda  | 30 km skiatlon        | LAP     | 64      |

Vrouwen
| Naam                                                             | Onderdeel             | Uitslag   | Uitslag |
| Naam                                                             | Onderdeel             | Tijd      | Rang    |
| ---------------------------------------------------------------- | --------------------- | --------- | ------- |
| Maryna Antsybor                                                  | 10 km klassieke stijl | 32:36,5   | 58      |
| Maryna Antsybor                                                  | 15 km skiatlon        | 52:54,0   | 56      |
| Maryna Antsybor                                                  | 30 km vrije stijl     | 1:35:31,3 | 37      |
| Valiantsina Kaminskaya                                           | 10 km klassieke stijl | 35:42,7   | 79      |
| Yuliia Krol                                                      | 15 km skiatlon        | 57:04,4   | 62      |
| Viktoriya Olekh                                                  | 10 km klassieke stijl | 34:58,1   | 76      |
| Viktoriya Olekh                                                  | 15 km skiatlon        | 54:55,7   | 60      |
| Viktoriya Olekh                                                  | 30 km vrije stijl     | 1:46:22,1 | 58      |
| Daria Rublova                                                    | 15 km skiatlon        | LAP       | 63      |
| Viktoria Olech Valentyna Kaminska Maryna Antsybor Darja Roeblova | 4×5 km estafette      | LAP       | 18      |

Sprint
Mannen
| Naam                                | Onderdeel  | Kwalificatie | Kwalificatie | Kwartfinales   | Kwartfinales   | Halve finales  | Halve finales  | Finale         | Finale         |
| Naam                                | Onderdeel  | Tijd         | Rang         | Tijd           | Rang           | Tijd           | Rang           | Tijd           | Rang           |
| ----------------------------------- | ---------- | ------------ | ------------ | -------------- | -------------- | -------------- | -------------- | -------------- | -------------- |
| Oleksii Krasovskyi                  | Sprint     | 3:05,52      | 64           | niet geplaatst | niet geplaatst | niet geplaatst | niet geplaatst | niet geplaatst | 64             |
| Roeslan Perechoda                   | Sprint     | 2:59,34      | 46           | niet geplaatst | niet geplaatst | niet geplaatst | niet geplaatst | niet geplaatst | 46             |
| Oleksii Krasovski Roeslan Perechoda | Teamsprint | n.v.t.       | n.v.t.       | n.v.t.         | n.v.t.         | 20:48,40       | 9              | niet geplaatst | niet geplaatst |

Vrouwen
| Naam                        | Onderdeel  | Kwalificatie | Kwalificatie | Kwartfinales   | Kwartfinales   | Halve finales  | Halve finales  | Finale         | Finale         |
| Naam                        | Onderdeel  | Tijd         | Rang         | Tijd           | Rang           | Tijd           | Rang           | Tijd           | Rang           |
| --------------------------- | ---------- | ------------ | ------------ | -------------- | -------------- | -------------- | -------------- | -------------- | -------------- |
| Maryna Antsybor             | Sprint     | 3:33,80      | 54           | niet geplaatst | niet geplaatst | niet geplaatst | niet geplaatst | niet geplaatst | 54             |
| Valiantsina Kaminskaya      | Sprint     | 3:44,10      | 70           | niet geplaatst | niet geplaatst | niet geplaatst | niet geplaatst | niet geplaatst | 70             |
| Viktoriya Olekh             | Sprint     | 3:42,78      | 69           | niet geplaatst | niet geplaatst | niet geplaatst | niet geplaatst | niet geplaatst | 69             |
| Joelia Krol Maryna Antsybor | Teamsprint | n.v.t.       | n.v.t.       | n.v.t.         | n.v.t.         | 25:46,04       | 9              | niet geplaatst | niet geplaatst |

### Noordse combinatie
Maximaal vier deelnemers per onderdeel
| Naam             | Onderdeel              | Schansspringen | Schansspringen | Schansspringen | Langlaufen | Langlaufen | Totaal  | Totaal |
| Naam             | Onderdeel              | Afstand        | Punten         | Rang           | Tijd       | Rang       | Tijd    | Rang   |
| ---------------- | ---------------------- | -------------- | -------------- | -------------- | ---------- | ---------- | ------- | ------ |
| Dmytro Mazurchuk | Normale schans + 10 km | 87,0           | 82,5           | 35             | 27:08,3    | 35         | 30:30,3 | 36     |
| Dmytro Mazurchuk | Grote schans + 10 km   | 116,0          | 83,5           | 33             | 27:35,4    | 33         | 31:20,4 | 32     |

### Rodelen
Individueel
| Naam              | Onderdeel | Run 1    | Run 1 | Run 2  | Run 2 | Run 3  | Run 3 | Run 4          | Run 4          | Totaal         | Totaal |
| Naam              | Onderdeel | Tijd     | Rang  | Tijd   | Rang  | Tijd   | Rang  | Tijd           | Rang           | Tijd           | Rang   |
| ----------------- | --------- | -------- | ----- | ------ | ----- | ------ | ----- | -------------- | -------------- | -------------- | ------ |
| Anton Dukach      | Mannen    | 58,873   | 25    | 58,726 | 18    | 58,408 | 19    | niet geplaatst | niet geplaatst | niet geplaatst | 22     |
| Andriy Mandziy    | Mannen    | 1:01,082 | 32    | 58,706 | 17    | 58,346 | 17    | niet geplaatst | niet geplaatst | niet geplaatst | 27     |
| Olena Stetskiv    | Vrouwen   | 59,663   | 21    | 59,586 | 19    | 59,963 | 27    | niet geplaatst | niet geplaatst | niet geplaatst | 22     |
| Yulianna Tunytska | Vrouwen   | 59,690   | 22    | 59,844 | 23    | 59,571 | 24    | niet geplaatst | niet geplaatst | niet geplaatst | 21     |

Gemengd
| Naam                                                           | Onderdeel | Run 1                      | Run 1   | Run 2    | Run 2  | Run 3  | Run 3  | Totaal   | Totaal |
| Naam                                                           | Onderdeel | Tijd                       | Rang    | Tijd     | Rang   | Tijd   | Rang   | Tijd     | Rang   |
| -------------------------------------------------------------- | --------- | -------------------------- | ------- | -------- | ------ | ------ | ------ | -------- | ------ |
| Andrii Lysetskyi Igor Stakhiv                                  | Dubbels   | 59,983                     | 14      | 1:00,080 | 15     | n.v.t. | n.v.t. | 2:00,063 | 15     |
| Yulianna Tunytska Anton Dukach Igor Stakhiv / Andrii Lysetskyi | Estafette | 1:01,123 1:04,244 1:04,237 | 8 13 12 | n.v.t.   | n.v.t. | n.v.t. | n.v.t. | 3:09,604 | 11     |

### Schansspringen
Mannen
| Naam                 | Onderdeel      | Kwalificatie | Kwalificatie | Kwalificatie | Eerste ronde   | Eerste ronde   | Eerste ronde   | Finaleronde    | Finaleronde    | Finaleronde    | Totaal         | Totaal |
| Naam                 | Onderdeel      | Afstand      | Score        | Rang         | Afstand        | Score          | Rang           | Afstand        | Score          | Rang           | Score          | Rang   |
| -------------------- | -------------- | ------------ | ------------ | ------------ | -------------- | -------------- | -------------- | -------------- | -------------- | -------------- | -------------- | ------ |
| Vitaliy Kalinichenko | Grote schans   | 118,0        | 94,2         | 42           | 122,5          | 106,0          | 44             | niet geplaatst | niet geplaatst | niet geplaatst | niet geplaatst | 44     |
| Anton Korchuk        | Normale schans | 67,5         | 38,0         | 52           | niet geplaatst | niet geplaatst | niet geplaatst | niet geplaatst | niet geplaatst | niet geplaatst |                | 52     |
| Anton Korchuk        | Grote schans   | 82,5         | 25,4         | 56           | niet geplaatst | niet geplaatst | niet geplaatst | niet geplaatst | niet geplaatst | niet geplaatst | 56             |        |
| Yevhen Marusiak      | Normale schans | 73,0         | 49,8         | 48           | 91,5           | 97,4           | 47             | niet geplaatst | niet geplaatst | niet geplaatst | niet geplaatst | 47     |
| Yevhen Marusiak      | Grote schans   | 104,0        | 76,0         | 49           | 111,0          | 81,6           | 50             | niet geplaatst | niet geplaatst | niet geplaatst | niet geplaatst | 50     |

### Shorttrack
Mannen
| Naam        | Onderdeel | Series | Series | Kwartfinale    | Kwartfinale    | Halve finale   | Halve finale   | Finale         | Finale         |
| Naam        | Onderdeel | Tijd   | Rang   | Tijd           | Rang           | Tijd           | Rang           | Tijd           | Rang           |
| ----------- | --------- | ------ | ------ | -------------- | -------------- | -------------- | -------------- | -------------- | -------------- |
| Oleh Handei | 500 m     | 44,163 | 4      | niet geplaatst | niet geplaatst | niet geplaatst | niet geplaatst | niet geplaatst | niet geplaatst |

Vrouwen
| Naam           | Onderdeel | Series | Series | Kwartfinale | Kwartfinale | Halve finale   | Halve finale   | Finale         | Finale         |
| Naam           | Onderdeel | Tijd   | Rang   | Tijd        | Rang        | Tijd           | Rang           | Tijd           | Rang           |
| -------------- | --------- | ------ | ------ | ----------- | ----------- | -------------- | -------------- | -------------- | -------------- |
| Uliana Dubrova | 1500 m    | n.v.t. | n.v.t. | 2:26,832    | 6           | niet geplaatst | niet geplaatst | niet geplaatst | niet geplaatst |

### Skeleton
| Naam                   | Onderdeel | Run 1   | Run 1 | Run 2   | Run 2 | Run 3   | Run 3 | Run 4   | Run 4 | Totaal  | Totaal |
| Naam                   | Onderdeel | Tijd    | Rang  | Tijd    | Rang  | Tijd    | Rang  | Tijd    | Rang  | Tijd    | Rang   |
| ---------------------- | --------- | ------- | ----- | ------- | ----- | ------- | ----- | ------- | ----- | ------- | ------ |
| Vladyslav Heraskevytsj | Mannen    | 1:01,63 | 18    | 1:01,58 | 16    | 1:01,62 | 18    | 1:01,45 | 17    | 4:06,28 | 18     |

### Snowboarden
Parallelreuzenslalom
| Naam            | Onderdeel | Kwalificatie | Kwalificatie | Achtste finale    | Kwartfinale       | Halve finale      | Finale            | Finale |
| Naam            | Onderdeel | Tijd         | Rang         | Tegenstander Tijd | Tegenstander Tijd | Tegenstander Tijd | Tegenstander Tijd | Rang   |
| --------------- | --------- | ------------ | ------------ | ----------------- | ----------------- | ----------------- | ----------------- | ------ |
| Annamari Dancha | Vrouwen   | 1:37,79      | 26           | niet geplaatst    | niet geplaatst    | niet geplaatst    | niet geplaatst    | 26     |